# آگنس میگل
آگنس میگل (۹ مارس ۱۸۷۹ – ۲۶ اکتبر ۱۹۶۴) نویسنده، روزنامه‌نگار و شاعر آلمانی بود. او بیشتر به خاطر اشعار و داستان‌های کوتاهش دربارهٔ پروس شرقی شناخته می‌شود، اما همچنین به دلیل حمایتش از حزب نازی مورد توجه قرار گرفته است.

## زندگی‌نامه
آگنس میگل در ۹ مارس ۱۸۷۹ در کونیگسبرگ و در خانواده‌ای پروتستان به دنیا آمد. والدین او بازرگانی به نام گوستاو آدولف میگل و هلنه هوفر بودند.
میگل در دبیرستان دخترانه کونیگسبرگ تحصیل کرد و سپس بین سال‌های ۱۸۹۴ تا ۱۸۹۶ در یک خانه مهمان در وایمار زندگی کرد، جایی که اولین اشعار خود را نوشت. در سال ۱۸۹۸، سه ماه را در پاریس گذراند. در سال ۱۹۰۰، در بیمارستان کودکان برلین به‌عنوان پرستار آموزش دید. بین سال‌های ۱۹۰۲ تا ۱۹۰۴، به‌عنوان معلم کمکی در یک مدرسه شبانه‌روزی دخترانه در بریستول انگلستان مشغول به کار شد. در سال ۱۹۰۴، در برلین آموزش معلمی دید، اما به دلیل بیماری مجبور به ترک آن شد. او همچنین دوره‌ای را در کالج کشاورزی دخترانه نزدیک مونیخ آغاز کرد که به پایان نرساند. در سال ۱۹۰۶، به کونیگسبرگ بازگشت تا از والدین بیمار خود، به‌ویژه پدرش که نابینا شده بود، مراقبت کند. مادرش در سال ۱۹۱۳ و پدرش در سال ۱۹۱۷ درگذشتند.
در سال ۱۹۰۰، نخستین آثار منتشرشده آگنس میگل توجه نویسنده بوریس فون مونشهاوزن را به خود جلب کرد. اولین مجموعه شعر او با حمایت مالی مونشهاوزن منتشر شد. در سال‌های بعد، او همچنان به‌عنوان حامی خستگی‌ناپذیر آثار میگل فعالیت می‌کرد.
آگنس میگل تا پیش از اشغال کونیگسبرگ در سال ۱۹۴۵ در آنجا زندگی می‌کرد و اشعار، داستان‌های کوتاه و گزارش‌های روزنامه‌نگارانه می‌نوشت. او همچنین سفرهایی را انجام داد. در دوران رایش سوم، او خود را به‌عنوان یکی از حامیان پرشور رژیم نشان داد. میگل سوگند وفاداری کامل را امضا کرد، بیانیه‌ای که در سال ۱۹۳۳ توسط ۸۸ نویسنده آلمانی در حمایت کامل از آدولف هیتلر صادر شد. در همان سال، او به اتحادیه زنان ملی سوسیالیست، شاخه زنان حزب نازی پیوست و در سال ۱۹۴۰ به‌طور رسمی عضو حزب نازی شد.
در اوت ۱۹۴۴، در مراحل پایانی جنگ جهانی دوم، آدولف هیتلر او را به‌عنوان «سرمایه ملی برجسته» در فهرست ویژه مهم‌ترین هنرمندان آلمانی قرار داد و از تمامی وظایف جنگی معاف کرد.
در فوریه ۱۹۴۵، آگنس میگل از نزدیک شدن ارتش سرخ گریخت و با کشتی به دانمارک رسید. پس از آزادی دانمارک در ۵ مه ۱۹۴۵، تا نوامبر ۱۹۴۶ در کمپ پناهندگان اوکس‌بُل اقامت داشت. در سال ۱۹۴۶ به آلمان بازگشت، اما تا سال ۱۹۴۹ تحت ممنوعیت انتشار قرار گرفت. در همان سال، کمیته نازی‌زدایی اعلامیه‌ای مبنی بر عدم اعتراض صادر کرد.
در ابتدا، او در آپِلرن با خویشاوندان حامی پیشین خود، بوریس فون مونشهاوزن، که در سال ۱۹۴۵ خودکشی کرده بود، سکونت کرد. در سال ۱۹۴۸، به‌عنوان یک پناهنده، خانه‌ای در باد ننندورف به او اختصاص داده شد، جایی که تا زمان مرگش به نوشتن ادامه داد.
آگنس میگل در این دوران عمدتاً اشعار و داستان‌های کوتاهی درباره پروس شرقی، سرزمین جوانی‌اش، می‌نوشت. او به‌عنوان صدای هایما‌تفریبی‌نه شناخته می‌شد؛ مردمان آلمانی‌زبانی که پیش از جنگ در چکسلواکی، لهستان، و بخش‌هایی از آلمان زندگی می‌کردند که پس از جنگ به لهستان و اتحاد جماهیر شوروی پیوست و ناچار به ترک وطن شدند. میگل از سوی تحسین‌کنندگانش عنوان افتخاری مادر پروس شرقی را دریافت کرد.
او در ۲۶ اکتبر ۱۹۶۴ در بیمارستانی در باد زالتسوفلن درگذشت.